# Łańcuch przeżycia
Łańcuch przeżycia − umowne określenie stosowane w medycynie ratunkowej odnoszące się do działań mających na celu zwiększenie przeżywalności u osób po nagłym zatrzymaniu krążenia. Skuteczność tych interwencji zależy od wytrzymałości najsłabszego ogniwa łańcucha.
Na łańcuch przeżycia składają się:
1. Wczesne rozpoznanie osoby/osób będących w stanie zagrożenia życia i wezwanie służb ratowniczych.
2. Wczesne rozpoczęcie resuscytacji krążeniowo-oddechowej.
3. Wczesna defibrylacja (jeśli zachodzi taka potrzeba).
4. Szybkie wdrożenie zaawansowanych zabiegów resuscytacyjnych i odpowiednia opieka poresuscytacyjna.